# TsOeM (Almaty)
TsOeM (Russisch: Центральный универсальный магазин, ЦУМ, Tsentralny oeniversalny magazin), sinds 1994 Zangghar (Заңғар)  is een warenhuis in Almaty in Kazachstan. De winkel bevindt zich op de hoek van de Prospekt Abylai Khan en het voetgangersgebied Arbat.

## Geschiedenis

### Sovjet-tijdperk
De winkel werd in 1961 gebouwd naar een ontwerp van het Kazgiproselstroj-instituut. De gevel van het gebouw is ontworpen in de traditie van de stalinistische architectuur en versierd met bas-reliëfs. Het interieur kende marmeren trappen met gebeeldhouwde borstweringen. De totale vloeroppervlakte van het gebouw bedroeg 4.500 m². In het eerste jaar had het warenhuis een omzet van  van 42,8 miljoen roebel. Al snel was er behoefte aan extra ruimte. 
In 1969 werd naast het eerste gebouw een extra gebouw gebouwd, gemaakt in een stijl die dicht bij de tradities van het constructivisme lag. Het vier verdiepingen tellende gebouw was afgewerkt met doorlopende glasstroken en de muren waren in het interieur bekleed met marmer.
De totale oppervlakte van de twee warenhuisgebouwen was 10.128 m² en de oppervlakte van de nevenruimte was 5.830 m². TsOeM had ook verschillende vestigingen, waaronder de stoffenwinkel Kyzyl-Tan. 
Dagelijks ontving TsOeM ongeveer 130.000 klanten, die meer dan 80.000 aankopen deden. In 1982 bedroeg de jaaromzet bedroeg 150 miljoen roebel. In de jaren 1980 had het warenhuis 1.600 medewerkers.  
In 1980 namen warenhuismedewerkers deel aan het bedienen van gasten van de Olympische Spelen in Moskou.
In 1987 vond in de kelder van het warenhuis de opnames plaats van een scène uit de film The Needle.

### Post-Sovjet-periode
In 1994 adviseerden westerse adviseurs, als onderdeel van de economische hervormingen, om de winkel te privatiseren door deze aan een private partij te verkopen. De winkel werd omgevormd tot de naamloze vennootschap Kazakh Republican Trading House ZANGAR. De in Kazachstan bekende Butya-holding werd eigenaar van het bedrijf. Sindsdien verhuurde het warenhuis delen van de verkoopvloer aan bedrijven volgens het Shop-in-shop-principe. In 1998 werd het tweede gebouw aan de Alimjanov-straat toegevoegd aan het vijf verdiepingen tellende kantoorgebouw. 
In 2013 ontwikkelde Ardis LLP het eerste wereldwijde project voor de wederopbouw van gebouwen, dat vervolgens werd herzien. De reconstructie duurde van 1 april 2013 tot september 2014. In de loop van de tijd werd het externe en interne uiterlijk van het tweede gebouw radicaal veranderd, de voorheen glazen gevel van de 2e tot 4e verdieping werd vervangen door ondoorzichtige gekleurde kunststof panelen, waarop reclamebanners konden worden aangebracht. Het souterrain werd gedeeltelijk herbouwd voor winkelruimte, waarin een filiaal van de Magnum ATAK-winkel en een winkelketen waren gehuisvest. De gevel van het eerste warenhuisgebouw en de interne marmeren trappen bleven gedeeltelijk in hun oorspronkelijke vorm bewaard. In het gebouw zijn extra ramen en ingangen aangebracht, de verkoopvloeren zijn opgedeeld in meerdere aparte units, die een eigen ingang naar buiten kregen. Op de plaats van de binnenplaats, tussen de twee gebouwen, is een zes verdiepingen tellend bioscoopgebouw verrezen. 